# Familie macht glücklich
Familie macht glücklich ist ein deutscher Spielfilm aus dem Jahr 2011. Regie führte Reinhard Münster, die Hauptrollen spielen unter anderem Bettina Zimmermann und David Rott.

## Handlung
Julie Berg, chaotisch, Lebenskünstlerin, geschieden, seit ihrer Scheidung fünfmal umgezogen, zieht, nachdem ihr Berliner Schokoladengeschäft in Insolvenz geht, mit ihren zwei Kindern Heinrich und Freya nach Augsburg zu ihrem Onkel Theo und seiner wahrsagenden Lebensgefährtin Trudi. Um Geld zu verdienen, steigt Julie in Theos marode Privatdetektei ein. Ihr erster Job ist in einem Kaufhaus, wo sie direkt an ihrem ersten Tag auf die Kleptomanin Bettina trifft. Weil Julie Bettina nicht anzeigt, sondern gehen lässt, verliert Julie gleich darauf ihren Job im Kaufhaus. Bettina beauftragt Julie ihren Ehemann zu observieren, weil sie befürchtet, dass ihr Mann untreu ist. Dabei entdeckt Julie, dass das Problem ganz woanders liegt. Bettina wurde als Kind zur Adoption freigegeben und ihr ganzes Leben leidet sie schon darunter, ihre Mutter nicht zu kennen. Darunter leiden wiederum der Ehemann von Bettina sowie ihre Tochter.

## Kritik
Rainer Tittelbach meinte, Döhnert verpasse der von Bettina Zimmermann gespielten Heldin „in dieser an Projektionen reichen Familiengeschichte pfiffige, nur leicht überhöhte Alltagsdialoge“. Der „zeitgemäße Familienfilm“ fließe „geschmeidig durch die verschiedensten Tonlagen“. TV Spielfilm urteilte, von „ein paar plumpen Klamaukeinlagen abgesehen“, erzähle der Film „charmant und kurzweilig von der Suche nach Zugehörigkeit, Geborgenheit und die Lust am Leben […] trotz Krisen“.